# Ko og Kylling
Ko og Kylling er en amerikansk tegnefilmsserie, der oprindeligt blev vist på Cartoon Network verden over. Serien blev skabt af animatoren David Feiss i 1991, og blev afsluttet i 1998.
Serien bliver i øjeblikket sendt på Boomerang og på Cartoon Network i dagtimerne.

## Handling
Serien handler om en ko, der bliver kaldet Ko, og hendes storebror Kylling (som er en kylling), der altid kommer ud på eventyr. Deres forældre er mennesker uden overkroppe, de er kun ben. I de fleste episoder medvirker Den Røde Fyr, en figur der også er kendt fra parallelserien Jeg Er Væsel. Han prøver som regel forgæves at forhandle med Ko og Kylling eller føre dem på afveje. Udover disse karakterer medvirker også en række bipersoner i serien, blandt andre Flem, Earl, Læreren og Superko, der er alter egoet til Ko.

## Faste karakterer

### Ko
(Originalstemme: Charles Adler, dansk stemme: Pauline Rehné)
 
En af de to hovedpersoner og Kyllings 7-årige lillesøster. Hendes vægt er omkring de 270 kg. Ko fremstår utroligt barnlig og dum, men alligevel formår hun nogle gange at bruge ukendte evner til at løse svære situationer. 
Ko forguder Kylling og elsker at ledsage ham på hans risiko fyldte eventyr. Selvom hun kan være sippet, så er hun dog stadig en stor bidragyder, når det kommer til familien, så at sige gentagende ved at fylde mælkekartonen i hjemmet.
Kos alter ego er Superko, en magtfuld ko, der har evnen til at flyve. Superkos kræfter ligger i Kos grønne sutteklud, der fungerer som Superkos magiske kappe, når Ko er blevet til Superko. Superkos kostume er lilla og har et bredt rødt diamantomrids med gul fyldfarve og et bredt stort rødt bogstav på brystet. Dette logo ligner Supermands logo til forveksling, men bogstavet midt i det rødgule logo er et “C” for “Cow” i stedet for et “S” for “Superman”. Når ko optræder som Superko taler hun spansk. Hendes motto er "¡Super Cow al rescate!" ("Superko til undsætning!"), men i den spanske version taler hun engelsk. Hendes motto bliver ofte sagt før en kamp. Ko blev til Superko for første gang i afsnittet "No Smoking."

### Kylling
(stemme af Peter Røschke) 

Kos 11-årige storebror. Han kan til tider være noget ond mod sin lillesøster, og endda også resten af familien (som i afsnittet "Chicken in the Bathroom", Kylling nægter at tage et bad, udelukkende fordi han vil forhindre de andre i at gå på toilettet). Han har et temmelig stort ego. Kylling fremstår som intelligent, men dette ses dog næsten kun når Ko er i fare (og ude af stand til at blive Superko). Kylling har en tendens til at benytte forkerte ord når han taler. Desuden bruger han også ofte sarkasme. Han bliver ofte skadet, nogle gange rimelig brutalt og til tider næsten dræbt. Nogle gange udnytter Kylling Ko til sine egne behov. I Sumo Cow, udnyttede Kylling Kos vægt til at få sine penge, hvorefter han bad Ko om at gå, så det så ud som om, at hun var den onde. Trods det faktum, at Kylling faktisk er en dreng, så demonstrerede han, at han er i stand til at lægge æg, bare for bagefter at kaste et dusin efter Den Røde Fyr, som forestillede Dødsspøgelset (en parodi på Rumspøgelset). Kylling er en stor fan af skøjteløb. Som andre kyllinger kan han ikke flyve, og han udviser en angst overfor det at flyve.

### Den Røde Fyr
(stemme af Lars Thiesgaard) 

Ko, Kylling, Væsel og I.R. Baboons ærkefjende/ulykkesfugl. Han er en ofte inkompetent modstander/hovedperson forklædt som forskellige figurer (rektor, konge, kantinedame), enten i et forsøg på at skræmme de andre hovedpersoner eller plage dem (eller, som i de første episoder, hvor han forsøgte at dræbe dem). I nogle episoder, hvor Den Røde Fyr er til stede, arbejder de sammen. Den Røde Fyr var oprindeligt Djævlen i pilot-afsnittet af Ko og Kylling: "No Smoking". Røde har også et ry for ikke at gå med bukser, hvilket han også bringer ind i sine forklædningsnavne (i.e. Dr. Bukseløs, Ben Bukset, Seymour Rumper, Mr. Mangelbuks, Mrs. Bar Derierre, Ivan Bukset, Dr. I.C. Høj-knæ etc.). Nogen gange bliver mere end en Rød Fyr vist ad gangen, som i episoden "Dirty Laundry", da opsynsmands fra en tidligere episode har en samtale med en anden Rød Fyr. Den Røde Fyr vil normalt lave bukse- og numsejokes. Hans mottoer er "Hejsa det er mig (lige meget hvem han forestiller)", "Sagsøg mig" og "Er det en forbrydelse?". Som sagt tidligere så har Røde Fyr aldrig bukser, men bar numse og ingen kønsorganer. Han ligner lidt Djævlen, for han har en djævlehale, horn og er rød.

### Flem
(stemme af Timm Mehrens)
 
En af kyllings bedste venner, som har tykke røde læber. Han og hans far har begge briller. Ud af de tre (Earl, Kylling og ham selv), er han ofte den der bliver sat til at gøre noget da han bliver set som den grimmeste eller tykkeste. Flem er navngivet efter en af David Feiss' venner tilbage til dengang han gik i Middle School, som ikke var grim, men meget loyal. [kilde mangler] Flem bryder sommetider ud i gråd, når Den Røde Fyr taler om ham. Der bliver ikke sagt noget om Flems mor i serien. Et af de mærkeligste øjeblikke, som inkluderer Flem er da han lægger et stort guldæg.

### Earl
(stemme af Lars Thiesgaard (1997-1999), Peter Zhelder (Siden 2000))
 
Den anden af Kyllings bedste venner, som bærer rød kasket og har bøjle på tænderne. Ligesom Flem, så er Earl baseret på en af David Feiss' venner tilbage i Middle School.[kilde mangler] Man ved ikke hvad der skete med Earls forældre, eller om han nogensinde vil få sin bøjle af. 

### Mor
(stemme af Ann Hjort)
 
Ko og Kyllings mor. Hun har ikke nogen overkrop, og består derfor kun af et sæt ben. Hun lader til at være en smule skør, især når hun ler. Hun virker også som om at hun er meget følsom, som i en episode, hvor hun begyndte at græde, da Kylling spurgte, hvad der ville ske, hvis en dreng gik ind på et pigetoilet. Hun elsker sine børn meget, men engang da hun troede at Kos kæleslange kunne snakke som Ko og Kylling, sagde hun: “Hvad skal man så bruge børn til?” Og i en anden episode, da hun troede at Fars nye lænestol kunne give mælk, så sagde hun: “Hvad skal vi så bruge Ko til?”.

### Far
(stemme af Timm Mehrens)
 
Ko og Kyllings far. Ligesom moderen fremstår han kun som et sæt ben uden overkrop. Selvom at han er en mand, så gav han engang et ur til Ko, og fortalte at hans mor engang havde givet ham det, og at uret var blevet givet videre til alle pigerne i familien. Far lyder ikke til at vide meget om Kos fødsel, som engang i en episode, hvor han fortalte Ko at hun var født i et kålhoved. Og ikke nok med det, så var han også så stolt, at han græd og sagde at det var det bedste kålhoved, de nogensinde havde dyrket. Ligesom sin kone virker han nogen gange også som om at han er skør, som dengang hvor han vækkede Ko og Kylling kl. 3 om natten, bare for at fortælle dem, hvordan han og Mor mødtes. Selvom han fortalte dem at mødte hinanden, da de begge var fodsoldater i hæren, så er der andre afsnit hvor han fortæller, de mødte hinanden, mens de begge var pirater. 

### Læreren
(stemme af Ann Hjort)

Ko og Kyllings kvindelige lærer, som simpelt nok bliver kaldt Læreren. Hun siger "Luk jeres flæskefælder!" eller "Luk jeres tærtehuller!" for at få folk til at lytte til hende. Selvom at hun er lærer viser hun sommetider tegn på at hun er dum. Hun råber altid sine 2 mottos i stedet for at tale i normalt stemmeleje. Læreren har små runde briller og stort, krøllet, orange hår.

### Øvrige biroller
- Bedstemor: Mors mor og Ko og Kyllings bedstemor.
- Det Sorte Får: Ko og Kyllings fætter.
- Fætter Benløse Kylling: Ko og Kyllings fætter. En ældre ungkarl kylling, uden knogler og i et afsnit var han blå i stedet for hvid.
- Snegle Kurt: Ko og Kyllings fætter og mors nevø, der er en snegl.
- Kusine So: Ko og Kyllings kusine. Hun er en ond gris, der beskylder Ko for dårlige ting og hærværk, som hun selv har begået.

## Danske stemmer
- Ko – Pauline Rehné
- Kylling – Peter Røschke
- Den Røde Fyr – Lars Thiesgaard
- Flem – Timm Mehrens
- Earl – Lars Thiesgaard (1997-1999), Peter Zhelder (Siden 2000)
- Far – Timm Mehrens
- Mor – Ann Hjort
- Fru Lærer – Ann Hjort
- Benløse Kylling – Lars Thiesgaard